# Крукеничі
Круке́ничі — село в Україні, у Яворівському районі Львівської області. Розташоване на річці Січній, за 13 км від районного центру. Населення становить 994 особи. Орган місцевого самоврядування — Мостиська міська рада. Згідно з переписом населення 2001 року, в селі проживало 98 % українців і 1,4 % поляків.

## Історія

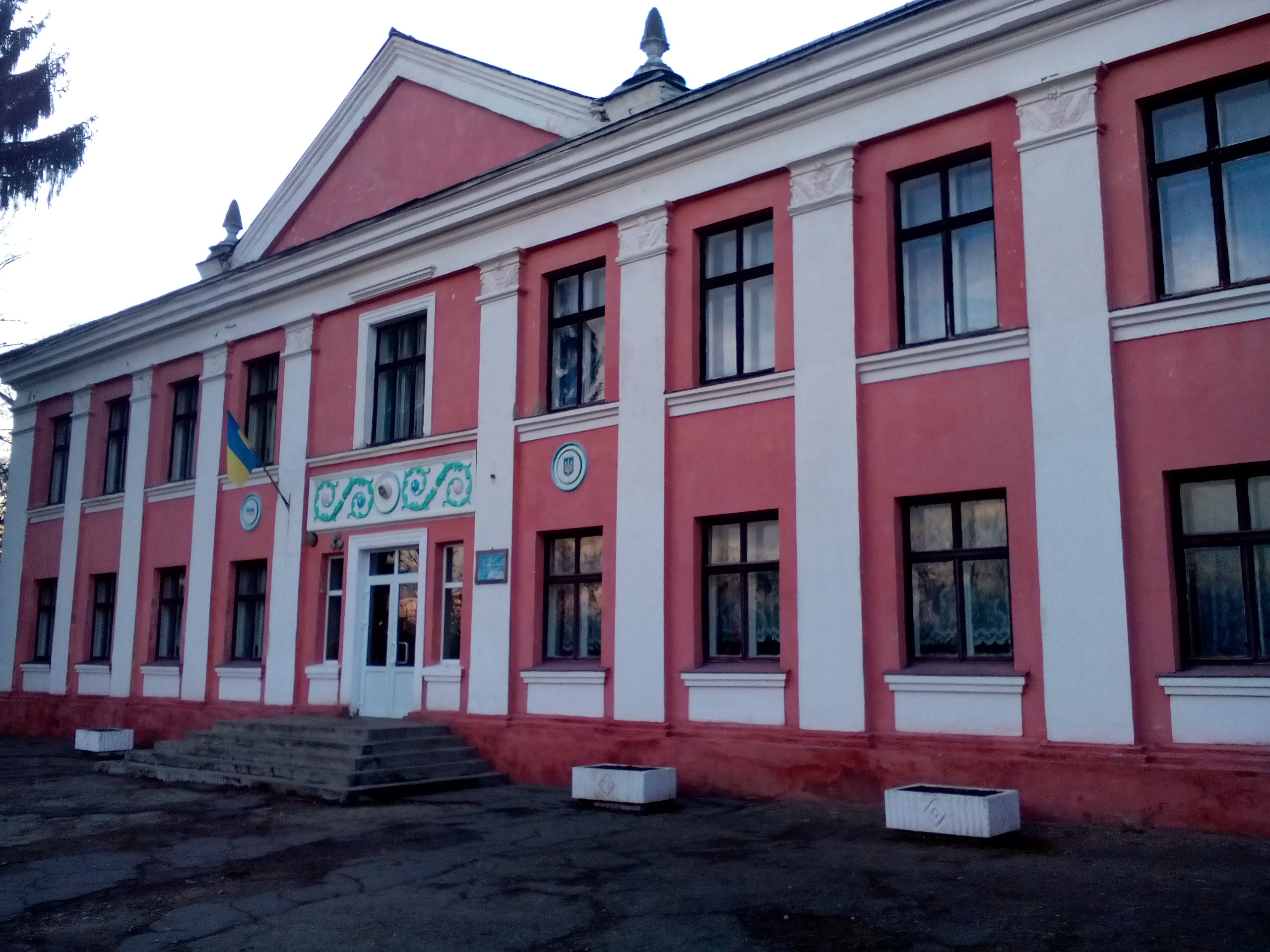
Головний корпус колишнього Крукеницького ліцею при НЛТУ (нині — одне з приміщень Крукеницької школи)

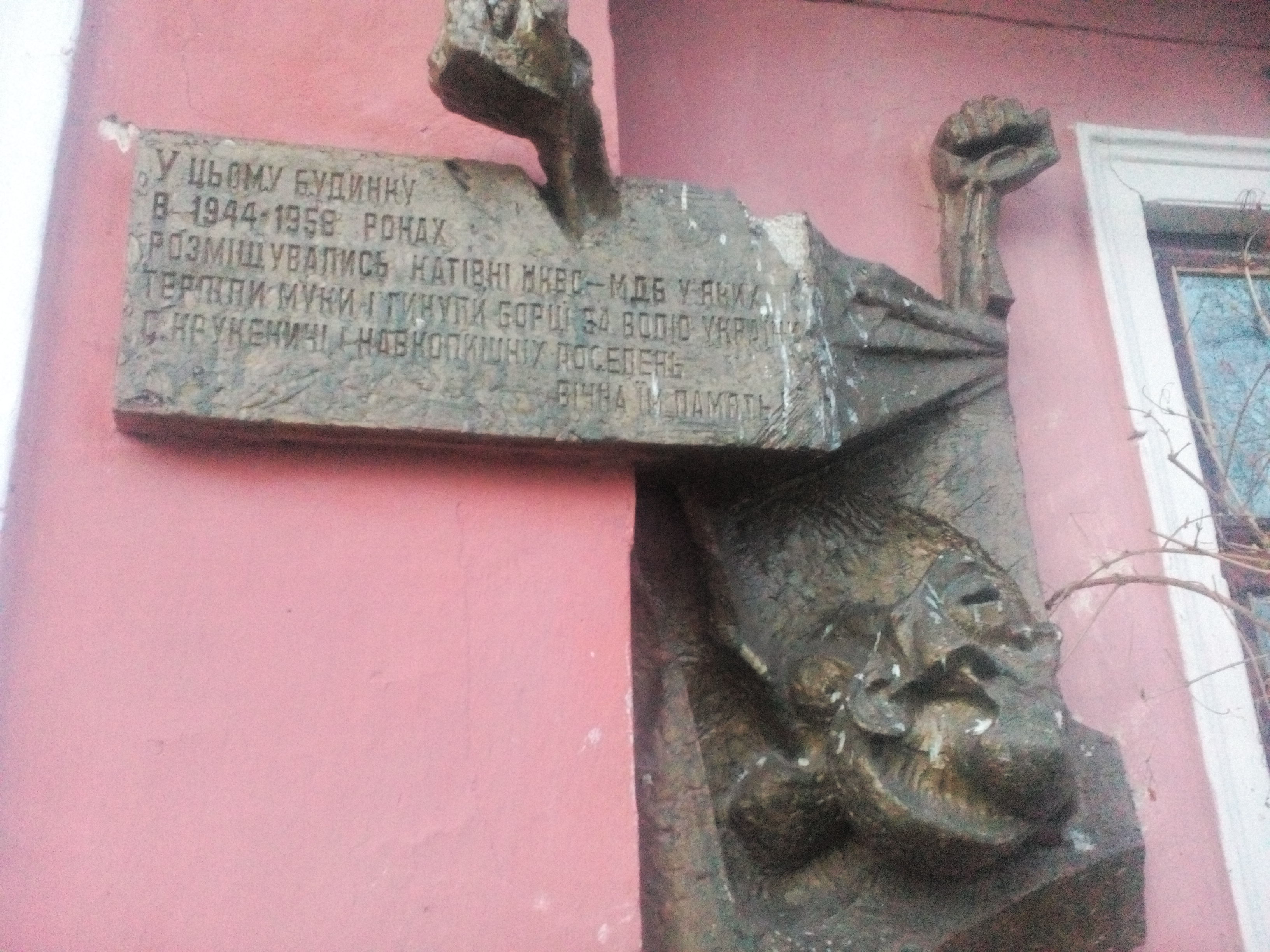
Пам'ятна дошка закатованим на будівлі колишньої тюрми НКВС — МДБ с. Крукеничі

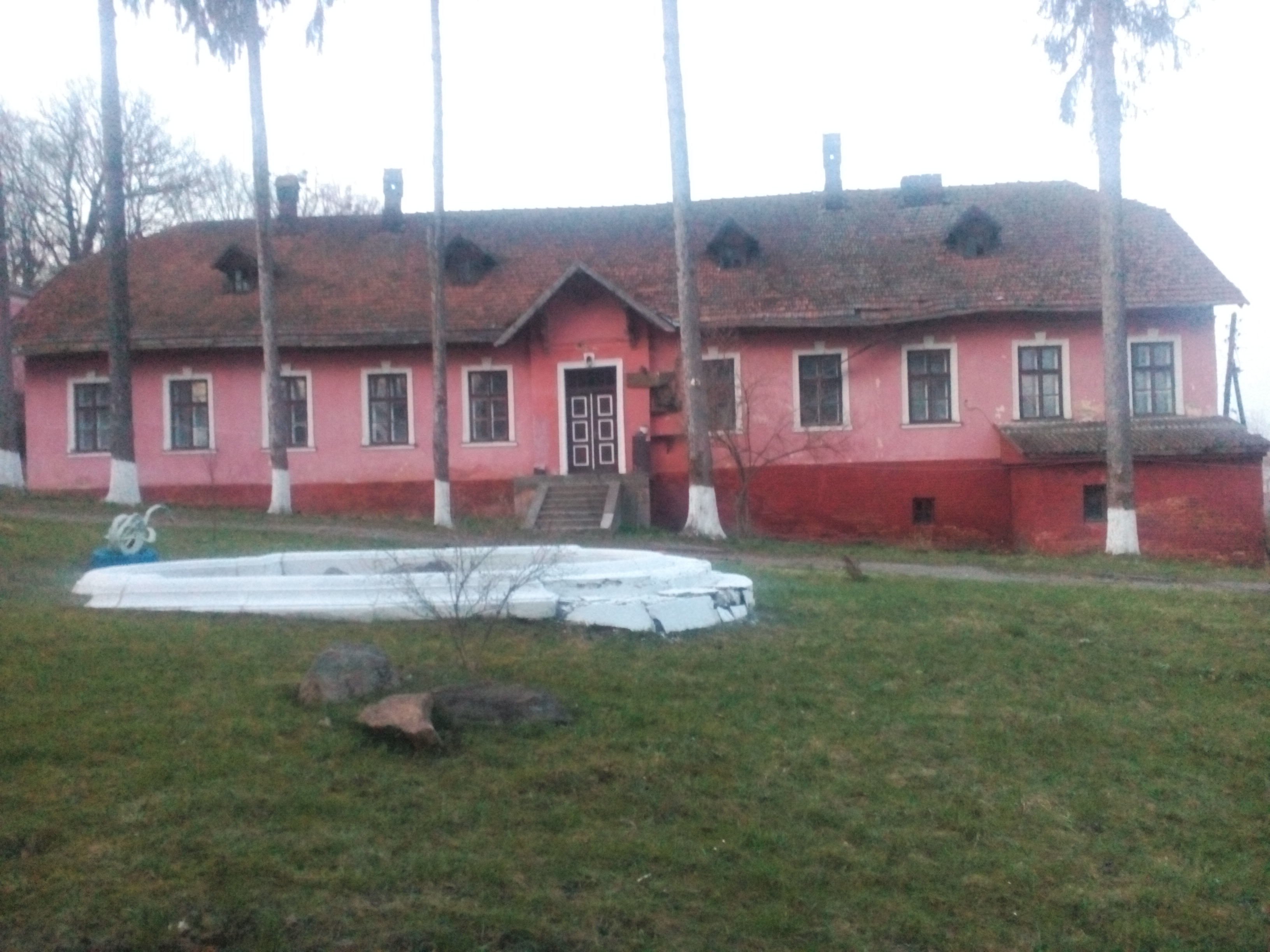
Колишня тюрма НКВС — МДБ, яка містилася у цьому будинку в 1944—1958 рр

Перша згадка про Крукеничі є у грамоті Оти Пілецького від 8 травня 1352 р. як про село Перемишльської волості. За княжих часів село належало знатним українським боярам з роду Дрогойовських, до володінь яких також входили села Боляновичі, Тамановичі та Золотковичі. Зважаючи на значний економічний розвиток села, у 1404 році польські королі надали Крукеничам магдебурзьке право і статус містечка. Починається процес заселення  поселенцями з навколишніх сіл, із Західної Польщі. Приблизно в цей період в Крукеничах з'являються євреї, які займалися торгівлею та посередництвом у збуті хліборобських та ремісничих виробів.
Крукеничі були заселені українцями, поляками та євреями (які навчили крукеничан шити взуття). Шевське ремесло було настільки розвинуте, що складало наприкінці XVIII ст. основу економічного розвитку Крукенич. Це позначилося і на тому, що в містечку відбувалися ярмарки двічі на рік, раз на тиждень — торги. Крукеницькі шевці їздили зі своїми виробами на ярмарки в Самбір, Рудки, Судову Вишню, Мостиська.
Близько 1822 року графиня Дрогойовська побудувала в Крукеничах палац у класичному стилі і містечко стало головною садибою графської династії. Дві пари колон при вході, а також балкони-лоджії надавали будівлі пишності та величності. За будинком на горбочку зеленів парк, закладений ще в XVIII ст. і збережений до наших днів (див. Парк XVIII ст.). Зелене шатро його творили дуби, клени, ясени та липи, були й екзотичні дерева: тюльпанове дерево, магнолія. Внизу були стави, де розводили рибу. Садиба була обгороджена навколо півтораметровим муром, яку охороняв сторож. Щоб сторож не міг заснути, на території садиби були розміщені годинники: один при вході в будинок, другий — біля ставків, а третій — в кінці парку. Щоб годинники працювали, їх потрібно було щогодини заводити, тому сторож змушений був весь час бути в русі. Вранці, якщо пан помітив, що якийсь годинник відстає, то сторожа карали.
«Нащадки графської династії жили розкішно, часто справляли бали, на які приїжджав військовий оркестр з Перемишля. Святкові столи вигинались від розмаїття вишуканих страв та напоїв. Таке легковажне життя призвело до того, що граф збанкрутів. І під час чергового бенкету, коли у вікнах палацу світилось безліч вогнів і одна за одною під'їжджали  карети з гостями, на кам'яних сходах будинку з'явився  сам господар — пан Дрогойовський. Постояв трохи, подумав. Навкруги все було наповнено якоюсь загадковістю і, здається, спокоєм.  Ще раз поглянувши на палац, попрямував до конюшні. І враз чарівну гру оркестру перервав постріл. Так ганебно закінчив своє розгульне життя нащадок графської родини Дрогойовських…» — розповідала М. І. Михайлишин, жителька села, яка збирала матеріали про панський маєток. 
Село дуже потерпіло від епідемії холери у 1870 році.
1880 року в Крукеничах  була однокласна школа, пошта, дільниця поліції, гуральня, лісозавод, водяний млин. Зі «Словника географічного королівства польського….»  довідуємося, що 1880 року у Крукеничах було 1326 осіб населення, у тому числі 69 осіб мешкало на фільварку. Пан володів 490 моргами ріллі, 136 — лук і городів, 68 — пасовище, 1549 — лісу. Селяни мали: ріллі — 778, лук і городів — 174, пасовищ — 241, лісу — 58 моргів.
Село сильно постраждало від великої пожежі у 1886 році.
1890 року в містечку засновано читальню «Просвіта», а згодом — спортивне товариство «Січ». У створенні українських товариств активну участь брали Іван Баран (кілька років був війтом), В.Милян, І.Федаш, І.Гусаковський, а в 20-30 рр. — Г.Баран, С.Цикало, С.Хоростіль, С.Біль, В.Раїник, В.Мандзяк, о. Мирон Черлюкевич.
Під час зустрічі з виборцями Крукенич у 1897 році жандарми хотіли заарештувати І.Франка, який балотувався до віденського парламенту. Але прихильники захистили свого кандидата. «…Прибув у Крукеничі. І тут не було йому спокою. На світанку,— згадує Р. Кундис,— жандарми почали шукати Франка у містечку. Але крукеничани виявились кмітливими та винахідливими і помістили свого кандидата на посла до австрійського сейму в пустий бджолиний вулик. Там він знаходився декілька годин. Жандарми крутилися біля вулика, але не могли догадатися, хто є в ньому. Потім переховувався у стодолі. Це був час, коли до неї звозили снопи із збіжжям». Наступного дня жандарми продовжували пошуки, так публіцист у Галичині, адвокат, у статті «3 моїх спогадів про Івана Франка» згадує: «Окремої уваги заслуговує Мостиський повіт з поважним числом чисто польських сіл, так званих латинників, тобто людей римо-католицького обряду з виключно українською розговірною мовою, з українськими звичаями і чисто українським побутом. Незважаючи на терор дідичів, ксьондзів і державної політичної адміністрації, велика більшість виборців із польських сіл голосувала явно за Франка, що й одержав велику перевагу голосів у Мостиському повіті. В Перемишльському повіті він одержав половину голосів, зате в бідному і темному Добромильському повіті — лише кілька чи кільканадцять, що в загальному висліді вирішило справу в не користь Франка. З пригнобленням і сумом Франкові виборці сприйняли вістку, що їхній кандидат зазнав поразки на виборах».
На поч. XX ст. власником маєтку в селі став В. Слотвінський.
1918 р. в Мостиськах був створений повітовий комітет ЗУНР, який очолив В. Возняк, директор школи з Острожця. В цьому комітеті були також учасники з Крукенич, але українцям не вдалося захопити урядові установи і взяти владу в свої руки. Тому повітовий комісаріат розмістився в Крукеничах. У 1918 р. в Крукеничах була військова Українська команда частини лінії фронту Гусаків — Мостиська — Судова Вишня. 
У 1920 р., за часів польського панування, Крукеничі позбавлено статусу містечка. У 1921 р. власником панського маєтку стає доктор Станішевський, професор агрономічних наук Краківського університету.
У 1920-х рр. у селі активізувалася просвітянська діяльність. Протягом 1923—1924 рр. отець П. Чавс заснував у селі  «Просвіту», а згодом і кредитну  спілку. В 1929—1930 рр. споруджено будинок для громадських організацій, у якому також розмістилася кооперативна спілка «Єдність». Цей будинок після 1939 року тривалий час перебував у руках різних організацій, та за священника М. Головецького, 1999 року повернено церкві. Після ремонту і освячення в 20 серпня 2000 р. в ньому міститься релігійно-громадський центр молоді села.
У 1935 р. професор продав свій маєток князеві Любомірському, який відпродав його Рафалу Бонгарду.
У 1920—1944 рр. Крукеничі були в Мостиському повіті Львівського воєводства, в 1934—1939 рр. — у ґміні Пнікут. Станом на 01.01.1939 в селі проживало 1930 мешканців, з них 1040 українців-грекокатоликів, 590 українців-римокатоликів, 20 поляків і 280 євреїв. Село було захоплене 30 липня 1944 радянськими військами.
У 1940—1941 та 1944—1959 році село було центром Крукеницького району Дрогобицької області.
У колишньому палаці Дрогойовських протягом 1944—1958 рр. містилась тюрма НКВС, де були замордовані сотні українців. Згодом маєток виконував роль природничо-технічного технікуму, потім — ліцею.

## Населення
Станом на 199 рік населення становило 1536 осіб.
Згідно з переписом УРСР 1989 року чисельність наявного населення села становила 1183 особи, з яких 564 чоловіки та 619 жінок.
За переписом населення України 2001 року в селі мешкало 986 осіб.

### Мова
Розподіл населення за рідною мовою за даними перепису 2001 року:
| Мова       | Відсоток |
| ---------- | -------- |
| українська | 98,09 %  |
| польська   | 1,41 %   |
| російська  | 0,50 %   |

## Інфраструктура
За радянських часів місцевий колгосп ім. Ів. Франка мав 2900 га земельних угідь. Розвинуте птахівництво. Допоміжні підприємства — млин, пилорама і ремонтна майстерня. Є ветеринарна лікарня. Розміщені також ковбасний цех, пекарня.
В селі — середня школа, бібліотека, Будинок культури. На громадських засадах працює краєзнавчий музей. Для відпочинку школярів організовано колгоспний піонерський табір. На території села розташований сільськогосподарський технікум. Жителів обслуговують 2 кравецькі і шевська майстерня. За післявоєнні роки збудовано 130 житлових будинків.

## Храми

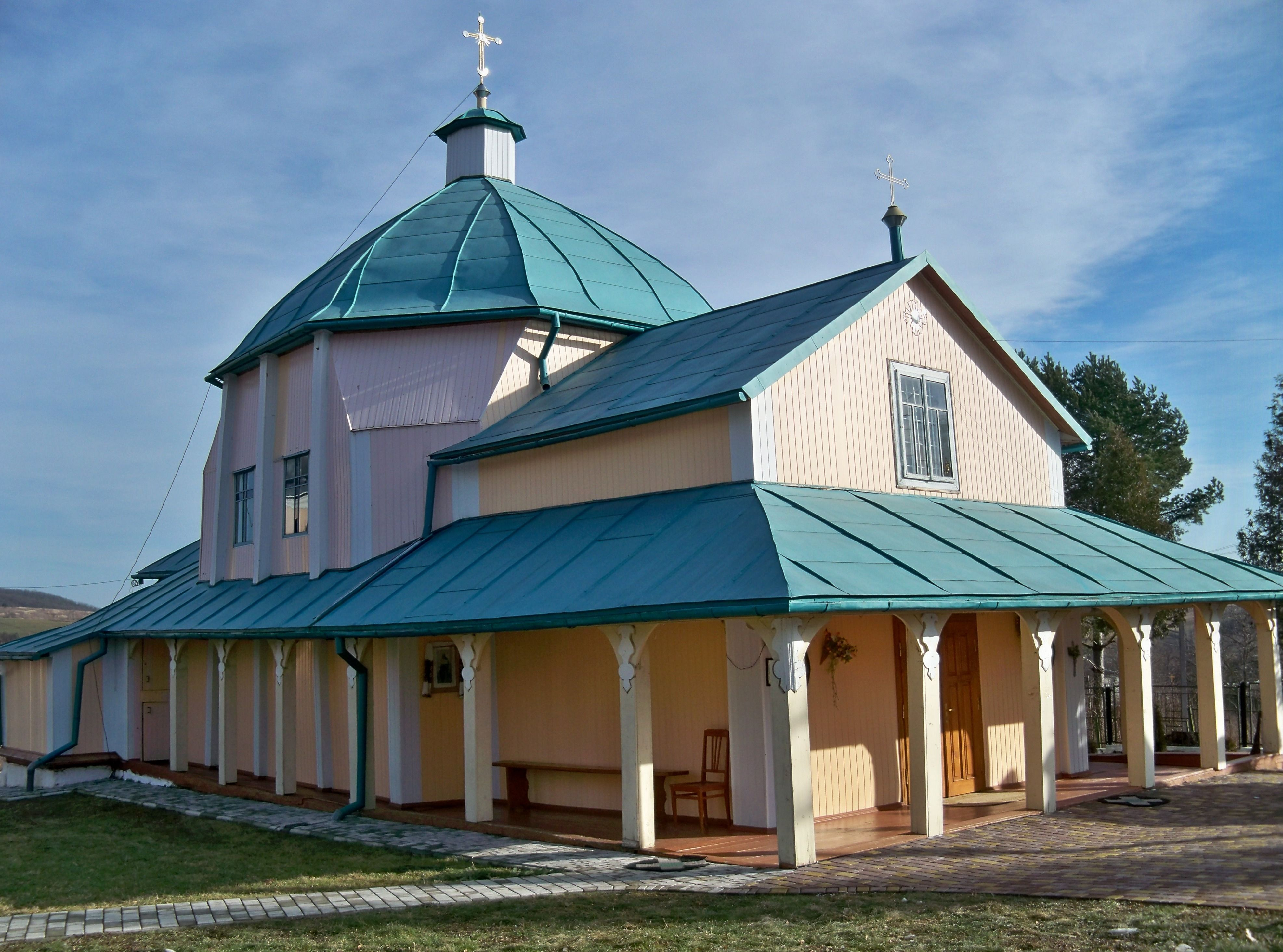
Церква Симеона Стовпника 1803 р. Фото 2011 року

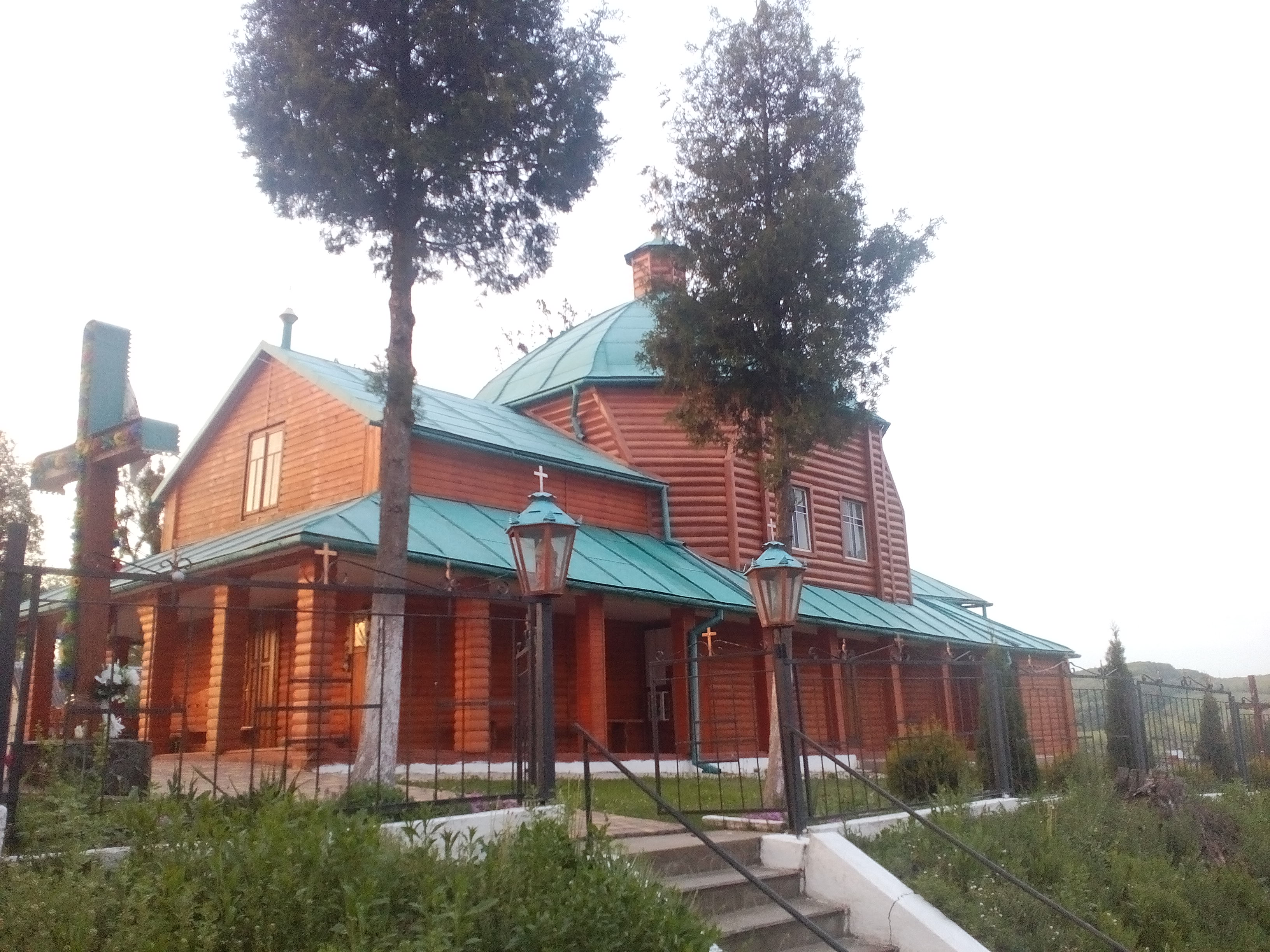
Церква після чергового ремонту. Фото 2018 року

Для мешканців центральної частини містечка слугувала невеличка церковця Преподобного Семеона Стовпника (або верхня). У 80-х рр. XVIII ст. граф Дрогойовський, ставши власником Крукенич, домагається об'єднання двох українських церковних громад. Вирішують із двох маленьких церков побудувати велику на місці, де стояла верхня. Згідно з актом, який складений 26 серпня 1803 р., будівлі та земля нижньої Церкви долучаються до верхньої. І церква дістає титул преподобного Семеона Стовпника, але пристольний празник святкує на Воздвиження Чесного Хреста (нижня церква). У сер. 1960-х рр. церква офіційно була зачинена, але місцеві мешканці нелегально проводили у ній Служби Божі. Це, звісно, не могло подобатися тодішньому голові сільради. Кажуть, з його наказу, у 1966 р. один з місцевих атеїстів підпалив церкву. Правда повністю вона не згоріла, пожежа знищила баню. Ремонт розпочали і провели у 1989 р. 2008 р. стіни будівлі покрили пластиком (сайдингом). З північної та південної сторін до вівтаря прибудовані ризниці. Дерев'яна дзвіниця відсутня.

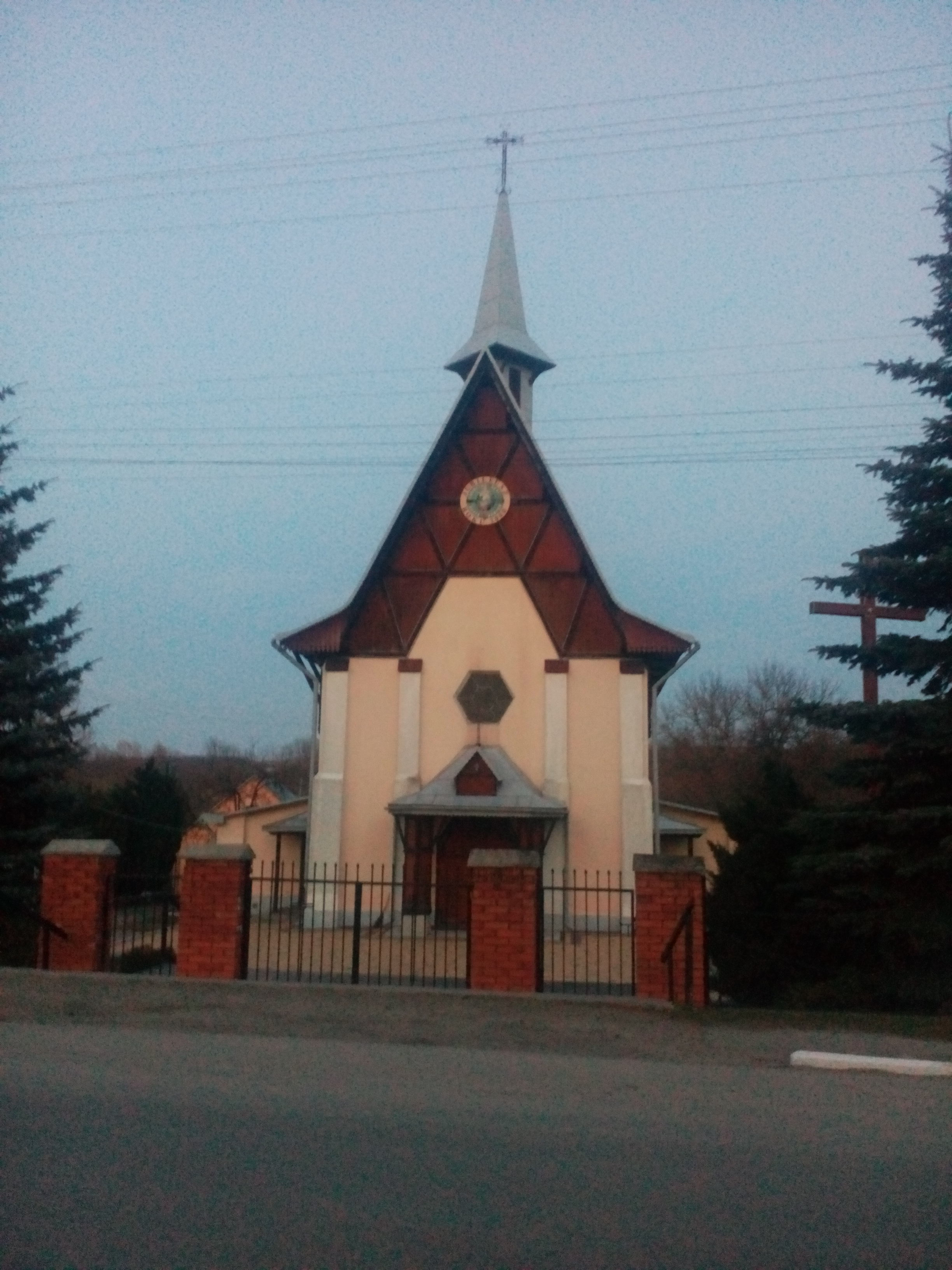
Римо- католицький костел у Крукеничах

- Римсько-католицька парафія була заснована в містечку ще в 1439 р. тодішніми власниками Миколаєм і Петром Рихтицькими. Відомо, що під час відвідин Крукеничів у 1636 р. Перемишльським єпископом[джерело?] Фридериком Алембеком дерев'яний костел був уже дуже старим і в поганому стані. Ще відомо, що в святині було три вівтарі. В одному з бічних вівтарів містився «образ» Марії Сніжної, який дехто вважав чудотворним. Через аварійний стан костелу в 1722 р. почалося будівництво нового дерев'яного храму. Новозведена святиня станом на 1728 р. мала 8 вівтарів, два з яких (Марія Сніжна і св. Антоній) були перенесені з храму-попередника. Це все вражало, напевно, але при такій кількості вівтарів храм був довгобудом: його не завершили й у 1743 р., на що звернув увагу Перемишльський єпископ Вацлав Сераковський. У жовтні 1752 р. чи 1753 р. костел нарешті було освячено під титулом святого Матвія єпископом-помічником Андрієм Прусським. Дзвіницю звели в 1753 р. 1801 р. — ремонт даху і спорудження нової костельної вежі, встановлення двох нових вівтарів (св. Варвари і св. Юди). 1897 рік — ґрунтовна реконструкція святині. Першу світову храм пережив практично без втрат — що дивно, адже в травні-червні 1915 р. тут точилися запеклі бої, у яких загинуло чимало німецьких вояків (вони поховані в полі між Крукеничами і селом Острожець). Нарешті, ще один ремонт — у 1933—1934 рр. Храм діяв до кінця 1940-х років, потім його чекала доля тисяч інших костелів: він став колгоспним зерносховищем. У 1987 році стару дерев'яну святиню розібрали — на опалення. Новий храм у Крукеничах звели в 1991—1994 рр, освятили 3 липня 1994 р.[10]

## Відомі люди

### Народилися
- Баран Степан Іванович — адвокат-журналіст, український політичний, громадський діяч та публіцист, дійсний член НТШ, доктор права.
- Зофія Матерновська — польська лікарка, учасниця антикомуністичного руху.

### Пов'язані з Крукеничами
- Пеньонжек Ян — польський шляхтич, львівський чашник, який без вагомих причин хотів позбавити шляхетства русина Теодора Винницького гербу Сас, загинув тут, посічений шаблями Винницьких.[11]
- Чавс Петро (26 січня 1883, с. Нова Кам'янка — 12 листопада 1977, Гемптонбург) — український священик, громадський діяч, професор церковно-слов'янської і української мови та української літератури в духовній семінарії святого Йосафата у Вашингтоні. З 1918 по 1944 — парох в Крукеничах Мостиського повіту, організатор просвітянського, господарського, кооперативного життя.

## Галерея

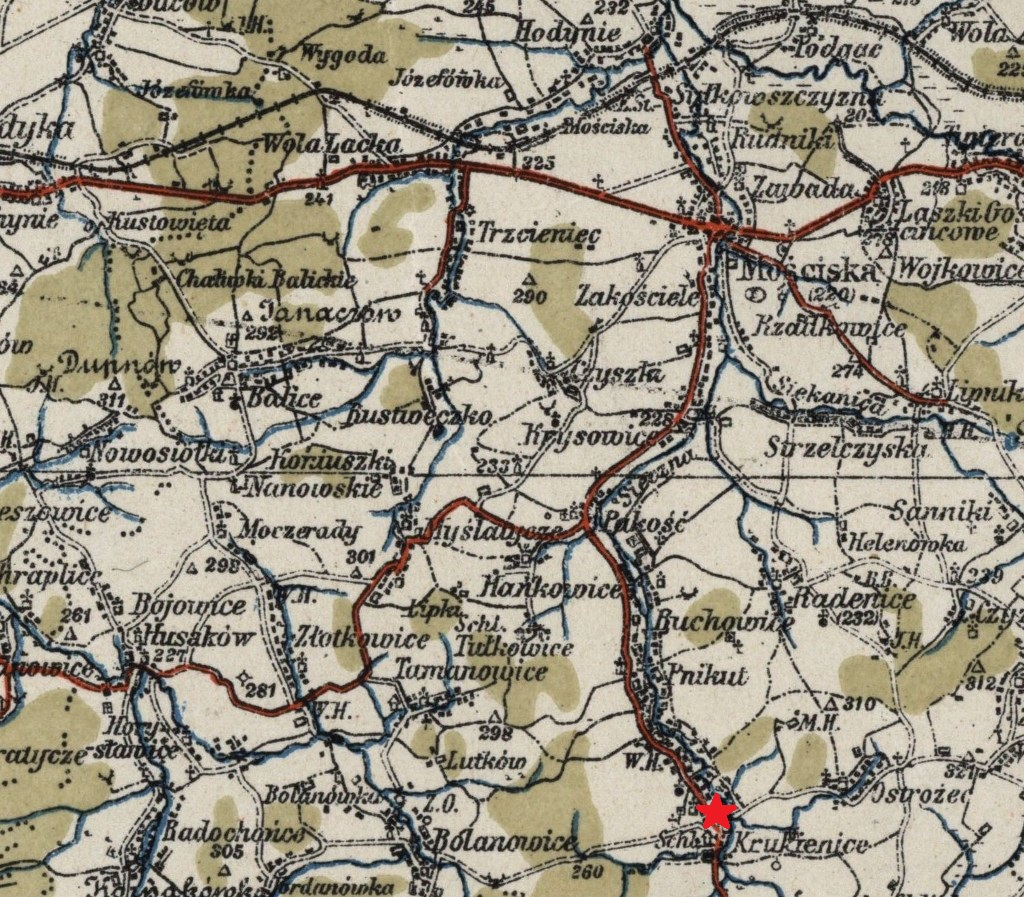
Крукеничі на старій мапі, позначене зірочкою (прибл. кінець XIX — початок XX ст)
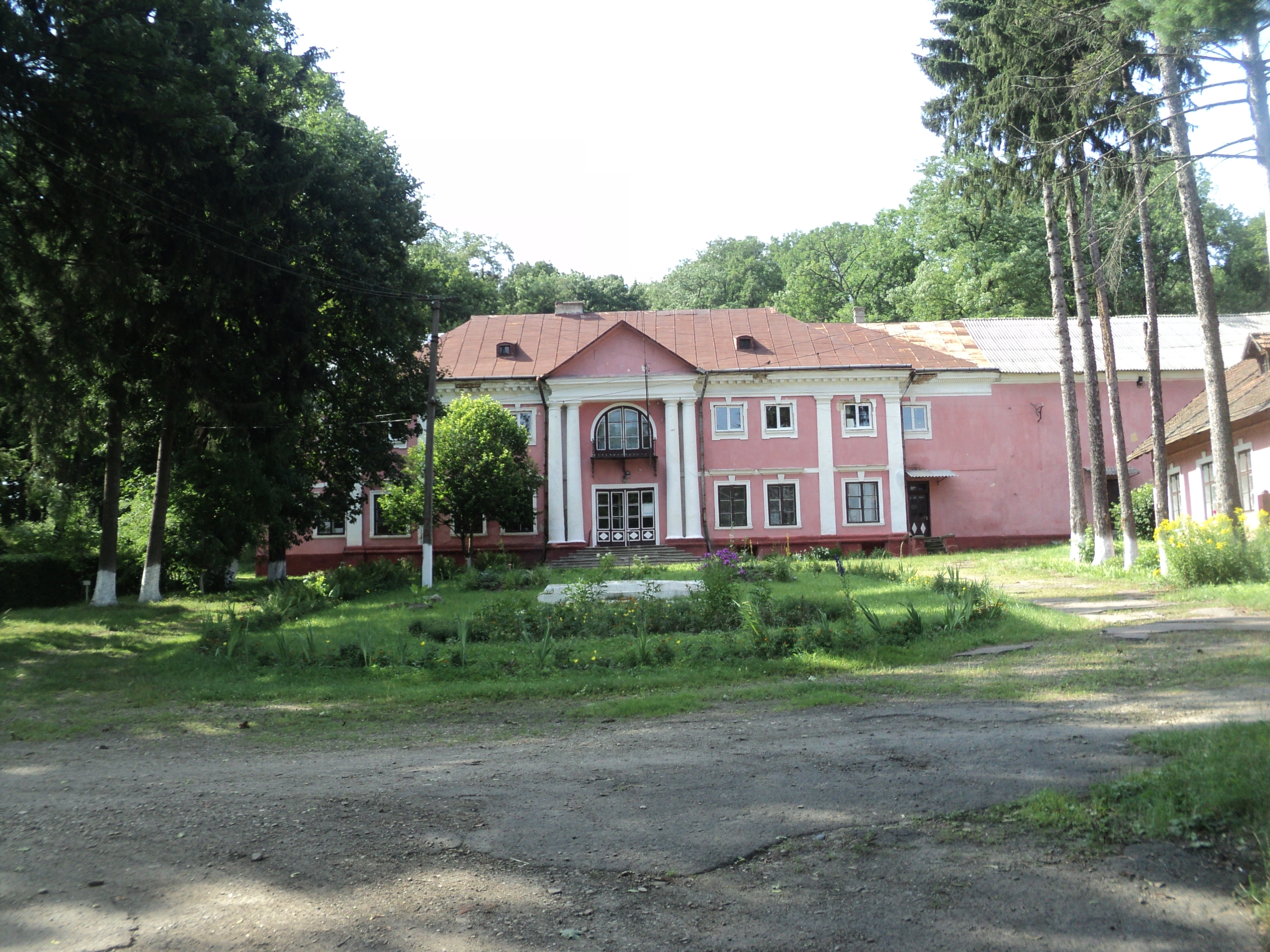
Колишній панський палац у Крукеничах
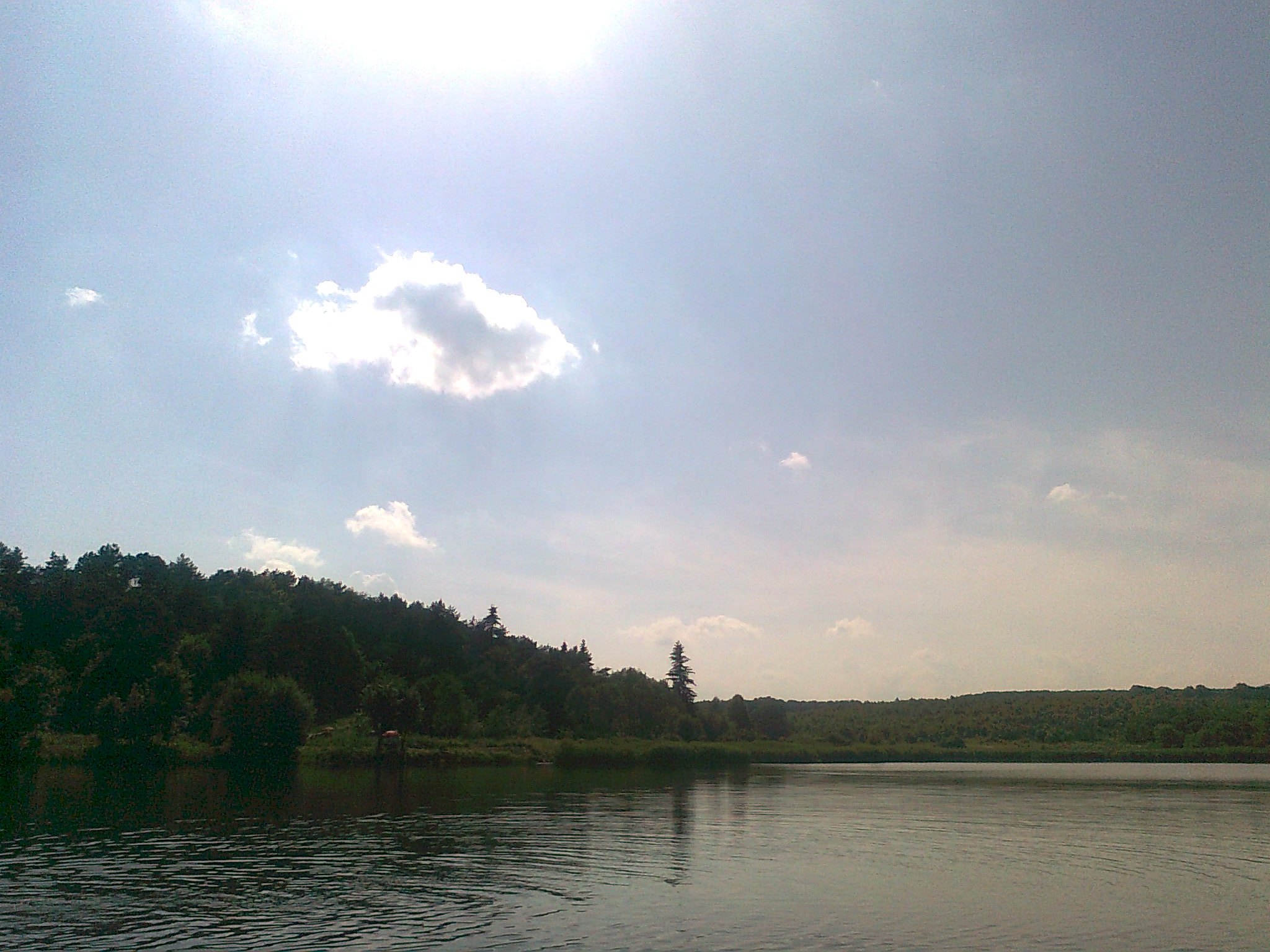
Озеро Шиманське

## Цікаві факти
- В околицях села збереглися реліктові відклади материкового зледеніння[12]
- Цікаві свідчення про життя Крукенич часів довоєнної Польщі в інтерв'ю Степана Хорунжукевича 1931 р. н.
- Про зимові свята у Крукеничах в 1930-х рр. , про активне суспільно-політичне і церковне життя у Крукеничах опис у даному посиланні  [Архівовано 8 квітня 2018 у Wayback Machine.]